# Raphidophyceae
A Raphidophyceae vagy Raphidophycidae (korábban Chloromonadophyceae vagy Chloromonadineae) kis sárgásmoszatklád, mely tengeri és édesvízi fajokat egyaránt tartalmaz. Minden ismert faja egysejtű, de a sejt nagy (50–100 μm), és nincs sejtfala. 2 ostora közös bemélyedésből („garat”) ered. Egy ostor előremutat, és masztigonémás, a másik hátramutat, és ventrális mélyedésben van. Kloroplasztiszai ellipszoid alakúak, és rendelkeznek klorofill a-val, c1-gyel és c2-vel. Ezenkívül kiegészítő pigmentjei is vannak, például ilyen a β-karotin és a diadinoxantin. Más sárgásmoszatoktól eltérően nincs a csoportra jellemző szemfoltja.
Számos vízi környezetben előforduló fotoszintetikus autotróf klád. Édesvízi fajai gyakoribbak savasabb környezetben, például mocsarakban. Tengeri fajai gyakran nagy algavirágzásokat okoznak nyáron, különösen part menti vizekben. A japán partok közelében az így keletkező algavirágzások gyakran zavarják a hasltenyésztést, bár a Raphidophyceae általában nem felel mérgező algavirágzásért.
A klád helyzete korábbi rendszertanokban változó volt: egyes protozoológusok a Chloromonadinát a növényi ostorosok rendjeként kezelték, míg egyes algológusok a sárgászöld moszatok vagy az Eustigmatophyceae kládjaként kezelték a Xanthophyta törzsben. Mások a sárgamoszatok, a páncélos ostorosok vagy a Cryptophyceae rokonának tekintették. Jelenleg a Raphidophyceae önálló algaklád a Raphidomonadea kládon belül, melynek az Actinophryida is része.

## Genetika
A Heterosigma akashiwo cisztái és vegetatív sejtjei ploiditása azonos.

## Rendszertan
Cavalier-Smith és Scoble 2013-as rendszertana csak 1 rendet (Chattonellales) ismert el.
- Raphidophycidae Cavalier-Smith 2013 [Raphidophyceae Chadefaud 1950 emend. Silva 1980 s.s.; Chloromonadophyceae Rothmaler 1951; Raphidophyta]
  - Chattonellales Throndsen in Tomas, 1993 emend. Yamaguchi, Nakayama, Murakami & Inouye, 2010 [Vacuolariales Shameel, 2001; Raphidomonadida Heywood & Leedale 1983; Chloromonadina Klebs 1892]
    - Viridilobus Demir-Hilton et al. 2012
    - Fibrocapsaceae Cavalier-Smith 2013
      - Fibrocapsa Toriumi & Takano 1973

    - Haramonadaceae Cavalier-Smith 2013
      - Haramonas Horiguchi 1996

    - Vacuolariaceae Luther, 1899 emend. Yamaguchi, Nakayama, Murakami & Inouye, 2010 [Chattonellaceae Throndsen in Tomas, 1993; Gonyostomaceae Lemmermann, 1908]
      - Oltmannsia Schiller 1925
      - Chlorinimonas Yamaguchi et al. 2010
      - Heterosigma Hada 1967 ex Hara et Chihara 1987
      - Chattonella Biecheler 1936 [Hornellia Subrahmanyan 1954; Hemieutreptia Hada 1974]

    - Vacuolariaceae
      - Swirenkoiamonas Skvortzov 1968
      - Vacuolaria Cienkowski 1870
      - Merotricha Mereschkowsky 1877
      - Gonyostomum Diesing 1866

Adl  et al. 2019-es rendszertana ide sorolta az Olisthodiscust, de azt 2021-ben önálló kládként, az Olisthodiscophyceae, Olisthodiscales és Olisthodiscaceae kládok egyetlen nemzetségeként írták le.

## Biokémia

### Pigmentek
Tengeri fajai fukoxantint és violaxantint, édesvízi fajai heteroxantint és vaucherioxantint termelnek.

### Cisztafal
A Chattonella marina var. antiqua-ciszta falának 40%-a szilícium. A H. akashiwo sejtfala ellenáll magas hőmérsékletnek, és az nem befolyásolja a magintegritást vagy a sejtalakot.

## Morfológia
Nincs szemfoltja, előremutató ostora 3 részes masztigonémákkal rendelkezik, míg hátramutató ostora sima. Egy nagy csíkolt kinetoszóma-gyökere (rizoplaszt) van. Nincs átmeneti hélixe és ostor melletti hasábja. Plasztisza egyes fajokban rendelkezik övlamellával, másokban nem. Kloroplasztisz-endoplazmatikusretikuluma külső membránja a magmembránnal nem rendelkezik erős közvetlen összeköttetéssel.

## Életmód
Cisztaként könnyen el tud jutni új élőhelyekre. Bár a Gonyostomum semen csírázási arányát és csíranövekedését befolyásolja a víz eredete, nem preferálta jelentősen az olyan vizeket, melyekben korábban is élt G. semen. A különböző körülmények közti csírázási képesség magyarázhatja a G. semen észak-európai invazív fajkénti terjedését.

## Fordítás
Ez a szócikk részben vagy egészben  a   Raphidophyte című angol Wikipédia-szócikk ezen változatának fordításán alapul.  Az eredeti cikk szerkesztőit annak laptörténete sorolja fel. Ez a jelzés csupán a megfogalmazás eredetét és a szerzői jogokat jelzi, nem szolgál a cikkben szereplő információk forrásmegjelöléseként.